# Caramaschi (calciatore)
Ugo Caramaschi (fl. XX secolo) è stato un calciatore italiano, di ruolo difensore.

## Carriera
Disputa 4 gare con il Mantova nel campionato di Prima Divisione 1922-1923.